# Calataiud
|  | Per a altres significats, vegeu «Comunitat de Calataiud». |

Calataiud (Calatauit en català antic, Calatayú en aragonès i Calatayud en castellà) és una ciutat aragonesa de 21.000 habitants, a la vora del riu Jalón, a la província de Saragossa. És la capital de l'extensa comarca de Comunitat de Calataiud (o Comarca de Calataiud) amb gairebé deu segles d'història i que es vertebra a través dels seus cinc rius o "sesmas". Va ser capital de la província de Calataiud a la divisió provincial de 1822. Té el títol de "Molt noble, lleial, sempre augusta i fidelíssima ciutat de Calataiud".
Limita al nord amb la comarca d'Aranda, al nord-est amb els municipis de Morés, Saviñán, i Paracuellos de la Ribera, a l'est amb els municipis del Frasno i Sediles, al sud-est amb el municipi de Villalba de Perejil, al sud amb el municipi de Paracuellos de Jiloca, al sud-oest amb el municipi de Terrer, a l'oest amb els municipis d'Ateca i Cervera de la Cañada, i al nord-oest amb el municipi de Torralba de Ribota.
Calataiud forma part a més a més de la xarxa turística de ciutats amb ferrocarril d'alta velocitat (des de 2003) amb la línia d'alta velocitat Madrid-Saragossa-Barcelona i la convencional, i l'antiga Santander - Mediterrània tancada el 1985. Altres comunicacions de la ciutat són l'autovia A-2, les carreteres N-234 i l'antiga N-2, les carreteres autonòmiques A-1504 a Carinyena, la A-202 a Nuévalos i la comarcal CV-601 a la pedania d'Embid de la Ribera. Hi ha una acadèmia de logística de l'exèrcit de terra espanyol o ACLOG i un centre de la UNED.

## Història

### Període preromà i romà
Els primers habitants de l'enclavament de Bilbilis foren tribus d'aborígens celtibers, els lusons, que col·laboraren amb els romans, el que va propiciar l'assentament de colons. A la zona de Valdeherrera més pròxima a l'actual ciutat es troba el que pot ser el major poblat de la Celtibèria, on després es creu que hi va haver algun tipus de granja o assentament romà.
Amb August l'assentament rep el rang de Municipium Augusta Bilbilis, i a l'arribada de Tiberi s'inauguren construccions com el temple o el fòrum; la ciutat també arriba a encunyar moneda; durant aquesta època es produí el naixement de l'il·lustre poeta romà Marc Valeri Marcial
A l'època de Tiberi es van inaugurar construccions com el temple i el fòrum en l'assentament que va rebre el rang de Municipium Augusta Bilbilis. La ciutat va arribar a emetre moneda pròpia, però la prosperitat va passar a una decadència que va propiciar l'abandó, i només van subsistir alguns grups de gent durant l'època visigoda, però assentats en els voltants. Va quedar com a llegat el gentilici «bilbilità», a més del marbre dels edificis importants, present en nombrosos edificis civils i religiosos de Calataiud.
El 2007 es van trobar unes termes romanes en el nucli urbà de la ciutat que podrien pertànyer a la ciutat de Platea, esmentada per Marcial i que va conviure amb Bílbilis, però de la qual encara no es coneix la seva ubicació. Segons indicaria la gran grandària de les termes trobades (al voltant de 700 m2), s'investiga si la Platea documentada es va situar en el nucli urbà de la ciutat islàmica i actual. Les termes van estar en ús des del segle I o II dC. fins al V, amb el que si es confirma que van ser les de la ciutat de Platea, aquesta hauria sobreviscut a Bilbilis (que es va despoblar a partir del segle iii) i hauria mantingut la continuïtat com nucli habitat des de l'època romana fins als nostres dies.

### Invasions àrabs
La ciutat va renàixer amb l'arribada dels àrabs a la Península amb el nom de Qàlat al-Ayyub, que significa “Castell d'Ayyub”, i formava part d'Ath-Thaghr al-Alà, la frontera superior.
En aquesta època és quan es produeix la construcció del recinte fortificat que donarà nom a la ciutat (calat). Va ser una fundació musulmana per a explotar la fèrtil horta del Jalón. La resta del nom deriva d'Ayyub ibn Habib al-Lakhmí el valí que va succeir a Abd-al-Aziz ibn Mussa ibn Nussayr; es va compondre el nom Qàlat Ayyub que, segons al-Idrissí, va formar part de l'iqlim o districte d'Arnedo (Arnit) però segurament era dependent administrativament de Tudela (segons Al-Bakrí); segons Al-Maqqarí la capital regional era Molina. Va estar a la zona d'influència de la família de muladís Banu Qassi. El 862 fou reconstruïda per l'emir Muhàmmad I (segons Al-Udhrí) i després ja apareix en mans de la família àrab iemenita dels tugíbides.
Abd-ar-Rahman III, proclamat califa de Còrdova el 929, va exigir submissió total als senyors de les tagres, però els tugíbides de Saraqusta es van sentir prou forts per trencar el vassallatge i es van revoltar en 934. Abd-ar-Rahman va atacar Saraqusta el 934 i 935, tornant el 937 disposat a prendre la ciutat a l'assalt i la ciutat, i la capital i Qàlat al-Ayyub van caure el 937, reintegrant la marca a l'obediència del califat
El 1031, quan ja havien aparegut a la història els regnes de Taifes, Calataiud era una de les principals ciutats de la taifa de Saragossa (1019) dels Banu Hud àrabs iemenites, i capital d'un districte però a la mort del rei Sulayman ibn Muhàmmad al-Mustaín el 1046 la va concedir al seu fill Muhàmmad ibn Sulayman, que fou forçat a retornar-la a Saragossa pel seu germà Àhmad vers el 1055. Fou un període de gran esplendor cultural.
El 1109 va passar als almoràvits que la van conservar fins al 24 de juny de 1120 quan fou ocupada per Alfons I d'Aragó i Pamplona. Poc després revé l'anomenat: "Fur de Calataiud" i es creà la Comunitat de Calataiud. En aquesta època la ciutat només era superada en població i importància en tot l'Aragó per Saragossa. Hi havia una comanda hospitalera de la Castellania d'Amposta.

### Edat moderna i contemporània
Durant el segle xiv la ciutat va patir un setge per part dels exèrcits castellans en la Guerra dels Dos Peres, sent finalment conquerida amb grans destrosses el 1362, tornant als seus antics sobirans després de la pau de Terrer.
En el segle xv es produeixen dos esdeveniments importants: la coronació de Ferran el Catòlic com a monarca dels comtats de Catalunya i Rei d'Aragó a la ciutat el 1461; també se signà la carta de Calataiud entre els Reis Catòlics i Fernandis de Guanartem, per la qual els regnes canaris s'incorporaren a la corona de Castella.
Durant el segle xvi es popularitza el gentilici bilbilità proposat per Antoni Seró, que acabaria imposant-se als usats llavors (Calataiubí o calataiucenc).
El ressorgiment cultural no es produeix fins al segle xvii, aquesta vegada de mà dels jesuïtes que pretenen que els estudis a Calataiud aconsegueixin el rang d'universitaris, demanda que encara continua avui dia a la ciutat; el 1627 Gracián comença a impartir humanitats a la ciutat.
Durant el segle xix, a la Guerra del Francès, la ciutat col·labora en la defensa de Saragossa, i fou conquerida pels francesos i reconquerida el 2 d'octubre de 1812 per Vilacampa, sent la seva comarca i la ciutat lloc d'accions del cèlebre Juan Martín Díez "El Empecinado". És en aquest segle quan tingué lloc el naixement de la llegenda de la Dolors i quan la ciutat es convertiria durant un breu període en la capital de la quarta província d'Aragó (1822). Durant anys es va mantenir la reclamació, que finalment va ser enterrada a causa de la reiterada oposició de les províncies limítrofes i especialment la de Saragossa. Durant les guerres carlines va ser saquejada en més d'una ocasió per l'exèrcit carlí. També apareixen durant aquest segle la carretera i el ferrocarril Madrid-Saragossa (1826 i 1863 respectivament) i la llum elèctrica el 1892.
En el segle xx un urbanisme sense control propicia la desaparició d'importants edificis com les esglésies de San Pedro Mártir o San Francisco. Arriba la línia Santander - Mediterrani que mai s'acabarà ni podrà usar-se per al que va ser concebuda. En el camp cultural es crea el primer institut durant la dictadura de Primo de Rivera i la primera escola de treball durant la II República. Durant els anys 50 tota la zona pateix una crisi demogràfica i econòmica de la qual la ciutat no es recuperaria fins a la dècada dels 90. Durant la segona meitat del segle albergarà la constitució de les primeres Corts d'Aragó modernes en l'església de Sant Pere dels Francs i es convertirà en el primer ajuntament democràtic després de la mort de Franco, gràcies a l'avançament en un dia de les eleccions per la visita del rei Joan Carles I. A principis dels 90 arribaria l'Autovia del Nord-est.
En el transcurs del segle actual la ciutat supera els 20.000 habitants empadronats per primera vegada en la història. El 2001 es va crear la Comarca Comunitat de Calataiud amb capital en la ciutat. L'octubre del mateix any es produeix l'arribada del ferrocarril d'alta velocitat i es realitza l'edificació i adequació d'àmplies zones de la ciutat. Actualment és la segona ciutat de la província de Saragossa i la quarta d'Aragó.

## Demografia
Segons el padró municipal a 1 de gener de 2008 la població ascendiria a 23.548,amb una gran presència de ciutadans romanesos. Com a curiositat cal dir que va ser durant anys la segona localitat aragonesa demogràficament i a principis de segle tenia una població similar a la d'Osca o Terol.

## Monuments
És una ciutat monumental i mudèjar. Destaca el recinte fortificat de l'època àrab (castell, muralla i portes). És del segle ix, el més antic recinte fortificat que es conserva dels àrabs en la península Ibèrica. En el segle viii va existir primer un nucli defensiu edificat per Ayyub. En el segle ix es va ampliar per a fer enfront a la família dels Banu Qasi que volien apoderar-se de la ciutat. Comprèn cinc punts o castells, enllaçats mitjançant muralles que baixen als barrancs i tornen a pujar. En el lloc de major altura està el Castell Major o d'Ayyub i el de Torre Mocha. A les altures inferiors, el Castell de Na Martina, Castell del Rellotge i Castell de la Penya (molt destruït). En el recinte es distingeixen diferents parts:
- El Castell de Na Martina és el més antic.
- El Castell Major o d'Ayyub domina el conjunt. Consta de dos recintes: el baix al nord, l'alt al sud. En aquest recinte hi ha dues torres de planta octogonal. Es conserva un aljub.
- En el Recinte de la Longia hi ha una repoblació forestal que dificulta la visió arqueològica. Del Castell Major parteixen muralles cap al sud i l'est. Queden restes de torres.
- Castell Real o del Rellotge. Des de la torrassa a la vora del precipici del recinte anterior parteix una muralla cap al sud que arriba fins a aquest castell. Només queda la seva planta allargada. Una muralla enllaçava amb el de Na Martina pel Barranc de la Rua, i en ella s'obria la Porta de València.
- Torre Albarrana. Del recinte baix del Castell Major surt cap a ponent un tram de muralla amb 4 torres massisses de planta quadrada. A 150 m hi ha la torre albarrana, separada uns 7 m encara que unida al recinte. (Barrani significa exterior). És l'exemple més antic conegut de torre albarrana.
- Recinte de la Torre Mocha. Recinte tancat. Un llenç arriba fins a Na Martina. En el seu centre hi ha una alta torre octogonal. S'utilitzava com aljub i el recinte com albacara (cleda).
- Castell de la Penya, que està en ruïnes.
- Porta en arc de ferradura. Única peça del conjunt que està restaurada. Peces de guix seguint el model més antic de la mesquita de Còrdova.

La Col·legiata Santa Maria la Major al centre urbà sobre l'antiga mesquita. Patrimoni de la humanitat des de 2001.
- Claustre del segle xiv amb arcades de maó apuntades. Sala capitular (les gelosies són recents).
- Torre octogonal, mudèjar del segle xvi.
- Absis poligonal, mudèjar del segle xvi.
- Portada esplèndida, plateresca, concebuda a manera de retaule i llaurada en alabastre és obra de Joan de Talavera i el francès Esteve d'Obray
- Capelles barroques amb luxoses portades i cúpules amb guixeries mudèjars.
- Hi està enterrat el fundador de la Universitat de Saragossa, Pere Cerbuna.

La Col·legiata del Sant Sepulcre principal temple a l'estat espanyol d'aquest Orde del Sant Sepulcre. La nova planta és del segle xvii. Té una façana amb 3 portes, flanquejada per dues torres i un tabernacle digne d'esment. Casa matriu de l'Orde del Sant Sepulcre a Espanya. Estructuralment és una rèplica del Sant Sepulcre de Jerusalem.
L'Església de Sant Pere dels Francs Va ser fundada pel servei dels francesos vinguts amb Alfonso I el Bataller, a la conquesta de Calataiud, però el temple actual és més de dos segles posterior a la fundació primitiva. Construïda en el segle xiv, manté l'estructura mudèjar de tres naus amb alts pilars, voltes de creu i triple absis. La seva façana és una magnífica mostra del gòtic llevantí. La seva torre al llarg dels anys ha sofert una notable inclinació, motiu pel qual en l'any 1840 va ser demolit el cos de campanes, amb amplis ventanals d'arcs entrecreuats i terrassa emmerletada. En aquesta església, el 1461, es van celebrar les Corts que van jurar príncep hereu a qui després seria el Rei Ferran el Catòlic, ja que, durant l'Edat Mitjana, juntament amb el temple de Sant Andreu, fou lloc de reunió del Consell.
El 1978 s'hi va constituir formalment la seu de la Diputació General d'Aragó.
El Santuari de la Verge de la Penya és la patrona de la ciutat. Està dintre del castell del seu nom. Refeta en el segle xix en el neoclassicisme. Capçalera mudèjar. Va sofrir un terrible incendi la nit del 8 de desembre de 1934 en el qual es va perdre la imatge romànica de la titular del temple i l'altar major substituint-se ambdós per obres realitzades en els tallers Albareda de Saragossa. La majoria dels altars del temple procedeixen d'altres esglésies desaparegudes i del col·legi de la companyia de Jesús.
Sant Andreu és una església mudèjar de tres naus, que se separen en arcs apuntats lleugerament en ferradura; amb una gran torre octogonal mudèjar de tres cossos d'altura i capçalera gòtica.
San Juan el Real del segle xvii construïda pels jesuïtes. Planta de creu llatina. Té pintures de Goya a les petxines i a la sala capitular. El presbiteri està cobert amb una conquilla al gust centreuropeu. Els laterals tenen tribunes panxudes amb les seves gelosies. La sagristia és barroca amb mobles taraceats. Dedicada originalment a la Verge del Pilar, quan els jesuïtes van ser expulsats d'Espanya, es va dedicar a Sant Joan. Orgue barroc d'extraordinària qualitat.

### Altres
- Palau del baró de Warsage, originalment propietat del baró de Warsage, va ser convertit en Casino cultural, amb una portada de columnes.
- Ermita de la Verge de la Consolació, sinagoga d'època jueva amb l'interior reformat. Conté interessants obres artístiques.
- San Benet, construcció del segle xvi d'estil barroc-mudèjar, actualment acull un hotel de la cadena HUSA i una aula cultural.
- Ermita de San Roque, edifici del segle xviii, construït possiblement en promesa al sant per una epidèmia.
- Porta de Terrer, data de la segona meitat del segle xvi, de planta cilíndrica i adornada amb els blasons de Calataiud i els Àustries. Alberga la seu del centre d'estudis bilbilitans
- Porta de Saragossa, de planta quadrada, aquesta porta va ser construïda l'any 1818.
- Palau de la Comunitat, lloc on es reunien els representants de la comunitat de Calataiud, durant el segle xix va albergar la seu de la província de Calataiud.

## Personatges cèlebres
- Marc Valeri Marcial (38 - 104). Poeta llatí natural de Bílbilis, va destacar pels seus epigrames.
- Juan Álvaro Zapata (1562-1623) religiós cistercenc, bisbe de Bosa i de Solsona

## Festes
Les principals festes de la ciutat són les festes en honor de Sant Roc (meitat d'agost), en les quals es dobla la població de la ciutat; els ciutadans, vestits amb els vestits de penyistes, participen en nombrosos actes com: el "chupinazo", el romiatge de la pujada a Sant Roc o el "Pedido de la vaquillas"; les festes tenen deu penyes en les que es desenvolupen actuacions a la nit o durant el dia com "la guerra de merengues" o "el descens del Jaló", tot amanit amb dues curses de braus; les festes duren quatre dies, a més del dia del "vi d'honor", en el qual es presenten els locals de les penyes.
Les fires en honor de la Verge de la Penya (primera meitat de setembre) són les festes patronals de la ciutat, amb una fira de mostres, concerts a la nit i la destacada processó del "Rosari de Cristall".
La festa de Sant Ennec, abans celebrada amb actes menors i un mercat medieval; des del 2006 se celebren uns actes medievals amb la representació de la presa de la ciutat, les denominats Alfonsades.
Altres festes amb menors actes són: Sant Pasqual i Santa Marta.
També són d'interès turístic els actes religiosos de la Setmana Santa bilbilitana.
Alguns barris tenen a més amb les seves pròpies festes com els barris de San Antoni, Consolació, Carme o "De l'Estació", "De la Porta de Sòria" o els padanis de Torres, Huermeda i Embid de la Ribera.

## Gastronomia
Són típics de la ciutat els bescuits, que ja en el segle xvii eren enviats a la cort reial a Madrid, "els adoquins": caramels quadrats de gran grandària, "els cigrons a la bilbilitana" elaborats amb congri, "el ternasco a l'estil bilbilità", les fardeles i les molles (les madeixes); a més els vins de la ciutat tenen la seva pròpia denominació d'origen.

## Agermanaments
La ciutat està agermanada amb:
- Dueville, Vèneto  Itàlia
- Gáldar, Gran Canària  Espanya
- Glen Ellyn, Illinois  Estats Units
- Auch, Gascunya  França